# Antoni Botey Latrilla
Antoni Botey Latrilla (Badalona, 1914-Barcelona, 1993) va ser un obrer litògraf i dirigent sindical català.
Va treballar a la fàbrica G. de Andreis Metalgraf Española, més coneguda com La Llauna. En el món del sindicalisme va militar al Sindicat de Litògrafs de la Unió General de Treballadors. En els primers mesos de la Guerra Civil Espanyola va ser secretari i membre del Comitè de Milícies i de Salut Pública de Badalona, i va ser encarregat de la Caixa Immobiliària. Va estar molt vinculat als dirigents històrics de la CNT Joan Peiró i Joan Manent. Més tard es va incorporar a l'Exèrcit Popular de la República, destinat a la Divisió 33, al front de Guadalajara, localitat on va ser capturat. Va ser sotmès a judici i condemnat a presó, tancat a la Model, en sortir-ne va passar a residir a Barcelona.